# Супонин, Дмитрий Владимирович
Дми́трий Влади́мирович Супо́нин (26 сентября 1918 — 8 июня 1984) — советский военный лётчик, участник Великой Отечественной войны, заместитель командира эскадрильи 707-го ночного ближнебомбардировочного авиационного полка 313-й ночной ближнебомбардировочной авиационной дивизии 15-й воздушной армии 2-го Прибалтийского фронта, Герой Советского Союза (4.02.1944), полковник запаса.

## Биография
Родился 26 сентября 1918 года в селе Петровское Оренбургской губернии (ныне Саракташский район, Оренбургская область) в семье служащего. По национальности русский. Член КПСС с 1942 года. Окончил школу ФЗУ, рабфак в городе Томске, аэроклуб и два курса Московского мукомольно-элеваторного института.
Призван в ряды Красной Армии из Москвы, где проживал, в 1940 году. В 1941 году окончил Энгельсскую военную авиационную школу пилотов.
Участвовал в боях на фронтах Великой Отечественной войны с ноября 1941 года. К сентябрю 1943 года старший лейтенант Супонин совершил 750 боевых вылетов на разведку и бомбардировку войск противника.
Указом Президиума Верховного Совета СССР «О присвоении звания Героя Советского Союза офицерскому составу военно-воздушных сил Красной Армии» от 4 февраля 1944 года за «образцовое выполнение боевых заданий командования на фронте борьбы с немецкими захватчиками и проявленные при этом отвагу и геройство» удостоен звания Героя Советского Союза с вручением ордена Ленина и медали «Золотая Звезда».
В 1949 году окончил Военно-воздушную академию, в 1960 — Военную академию Генштаба. С 1972 года в запасе в звании полковника.

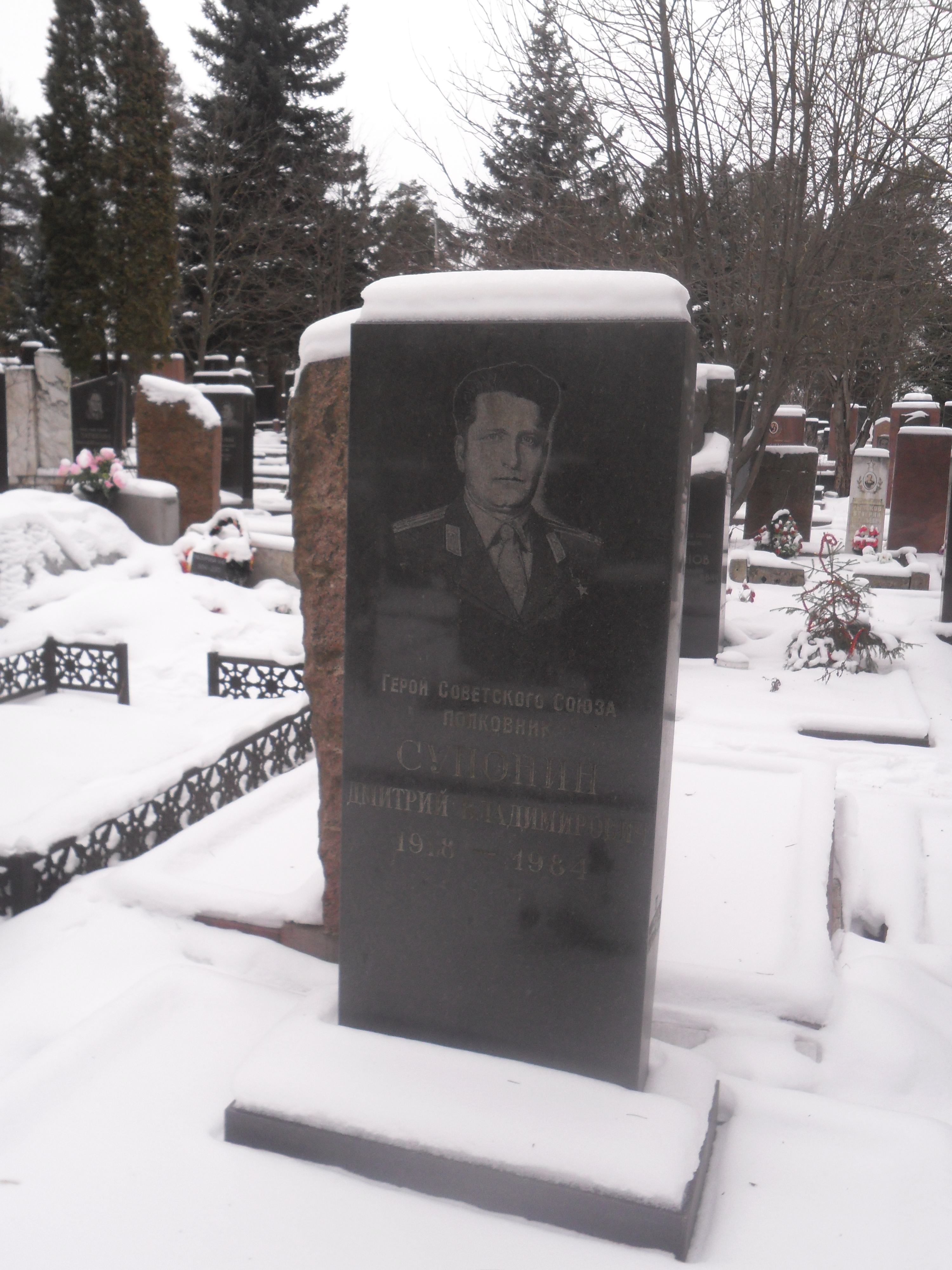
Могила Супонина на Кунцевском кладбище.

Жил в Москве. Скончался 8 июня 1984 года.

## Награды
- Медаль «Золотая Звезда» Героя Советского Союза;
- орден Ленина;
- орден Красного Знамени;
- орден Александра Невского;
- орден Отечественной войны I степени;
- два ордена Красной Звезды;
- медали, в том числе:
  - медаль «За победу над Германией в Великой Отечественной войне 1941—1945 гг.»;
  - юбилейная медаль «Двадцать лет Победы в Великой Отечественной войне 1941—1945 гг.»;
  - юбилейная медаль «Тридцать лет Победы в Великой Отечественной войне 1941—1945 гг.».